# 旗福一號
旗福一號（CHI FU NO.1）是高雄市輪船公司於2017年引進的全電力驅動渡輪，繼改造快樂輪後，是高雄市輪船公司的第二款電力渡輪，亦是亞洲首艘新造全電力驅動渡輪。船名「旗福一號」取「祈福」同音，有祈求神明降福及行船平安的涵義。2017年11月3日下水，2018年2月5日首航。主要航行鼓山輪渡站往返旗津輪渡站的交通通勤線，以及棧二庫往返旗津輪渡站的觀光線。

## 概要

### 引進簡史
往返鼓山與旗津的旗鼓航線是旗津渡輪最繁忙的路線，每年輸運人數有800萬人次，但是柴油引擎驅動的渡輪運轉噪音與廢氣影響搭乘品質，為改善搭乘體驗，以及減少廢氣排放，2017年初將快樂輪改造成電力獲得好評後，高雄市輪船公司向環保署申請補助9,750萬元新台幣以及高雄市政府1,250萬元新台幣，共計1.1億元新台幣購置2艘電力渡輪以及充電設備。2017年11月3日開始下水測試，並且取名為「旗福一號」，「旗福」與「祈福」同音，有祈求神明降福及行船平安的涵義，2018年2月5日正式首航。2019年獲得「年度船舶獎」。旗福一號與同時期招標的電力渡輪旗福二號，在正式加入營運後，一同淘汰屆齡的壽山輪以及旗鼓輪。

### 營運
旗福一號主要航行鼓山輪渡站往返旗津輪渡站的交通通勤線，以及棧二庫往返旗津輪渡站的觀光線。但船公司的營運考量，大部分時間皆航行觀光線，造成旗津區的民眾不滿。2021年1月因電池故障停航，然而電池廠商倒閉導致無法解鎖相關密碼，無材料可以維修，直到2023年才委由台灣國際造船花費1,100萬元新台幣更換動力系統恢復航行。同年11月15日靠港時因港風速稍快，以及適逢漲潮，導致撞上位於鼓山輪渡站北側的景觀橋，所幸船上沒有乘客，無人受傷。

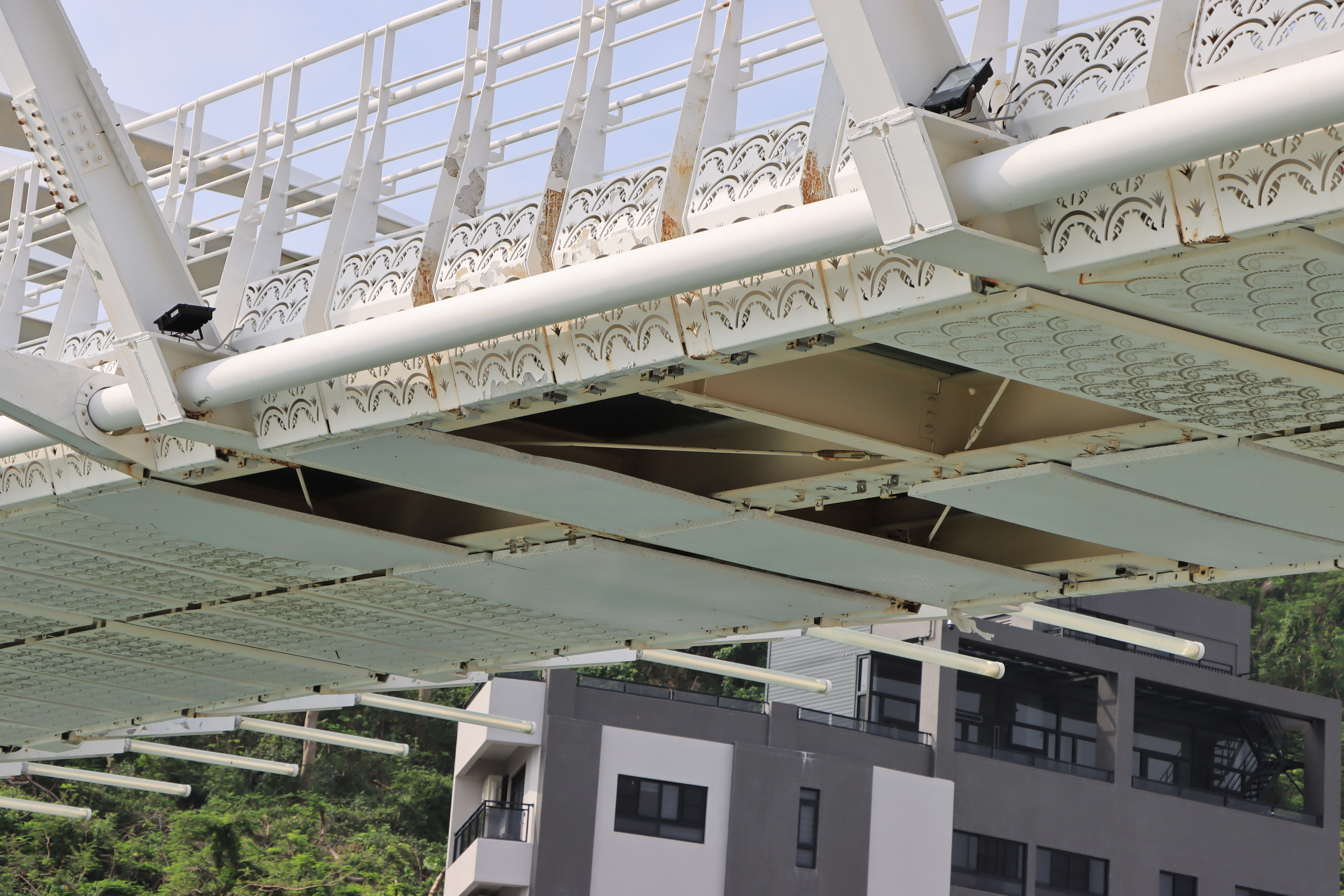
遭旗福一號撞壞的景觀橋

## 規格與構造

### 客艙
旗福一號一樓甲板主要是提供騎乘摩托車以及腳踏車的乘客搭乘使用，一共可載運46輛，二樓甲板為載客艙，可承載150名乘客。一樓甲板使用木板鋪設，登船口設置於左舷，中間登船口設有甲板階梯，供乘客上下樓，甲板階梯旁設有木質長條椅供乘客乘坐，屋頂設有吊環，提供乘客抓握；二樓甲板設有駕駛艙及客艙，客艙地板鋪設灰色石頭紋路地板貼，座椅使用棕色木製長條椅，座椅底下配有救生衣。

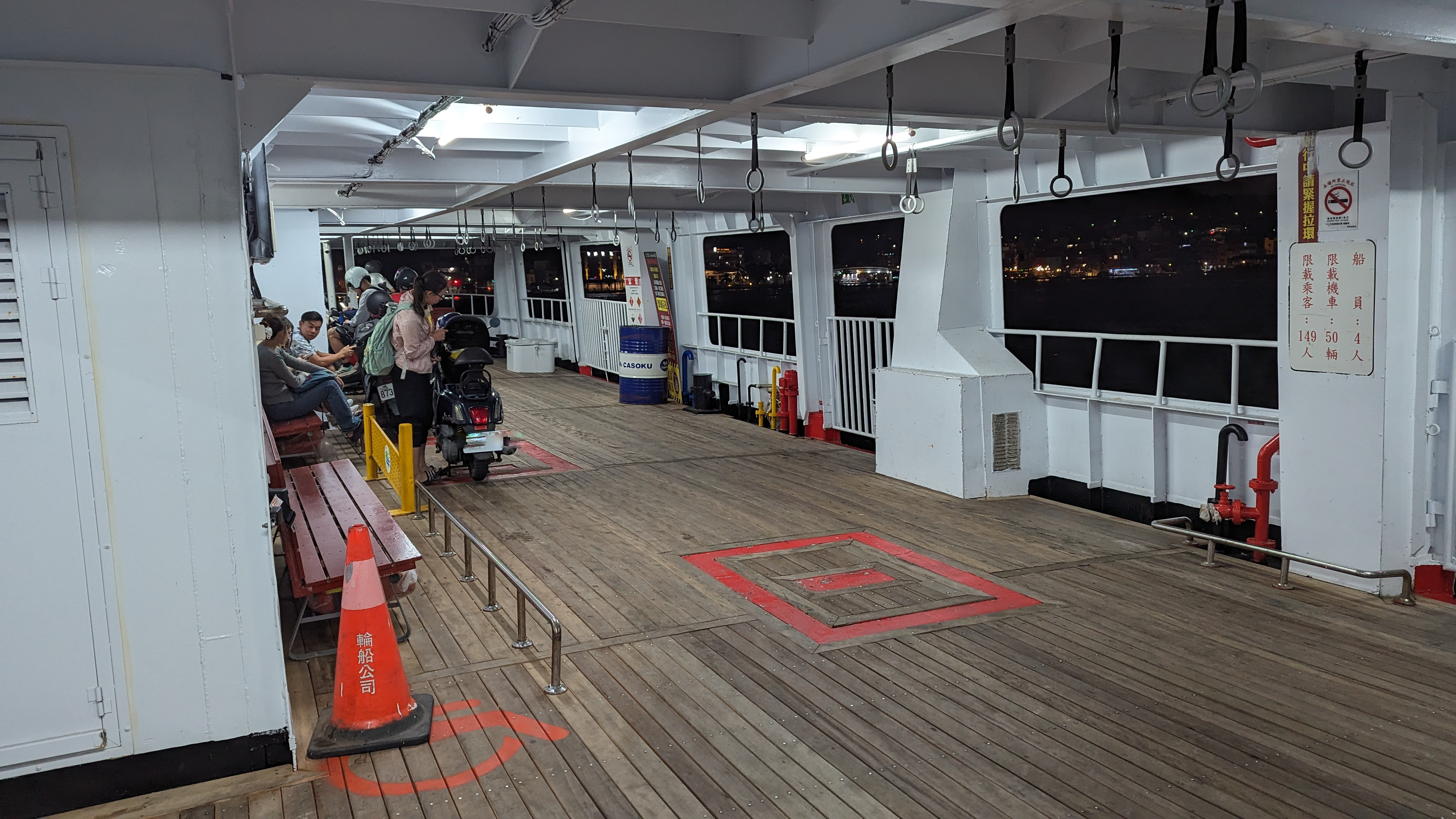
旗福一號一樓甲板
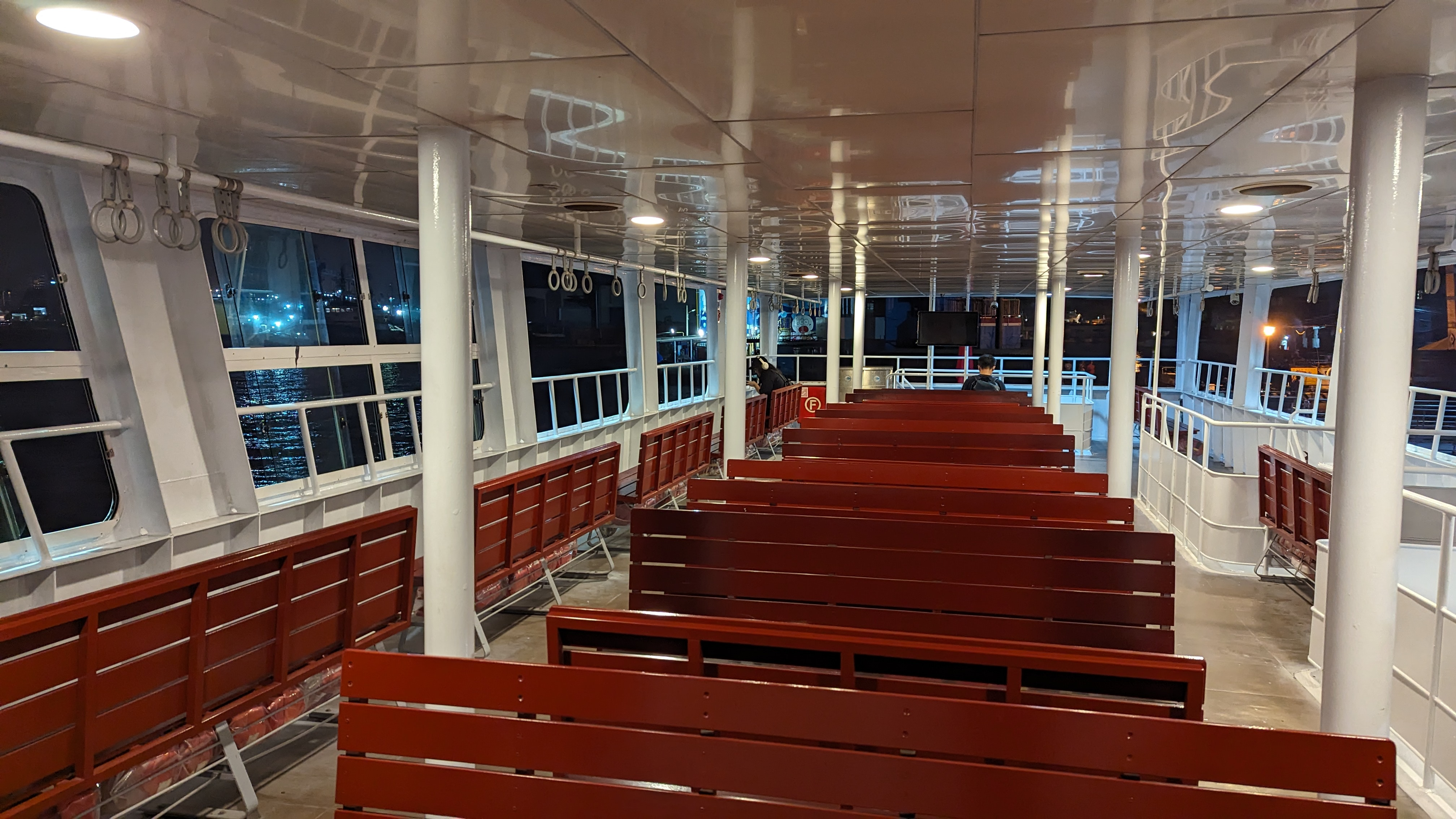
旗福一號二樓甲板
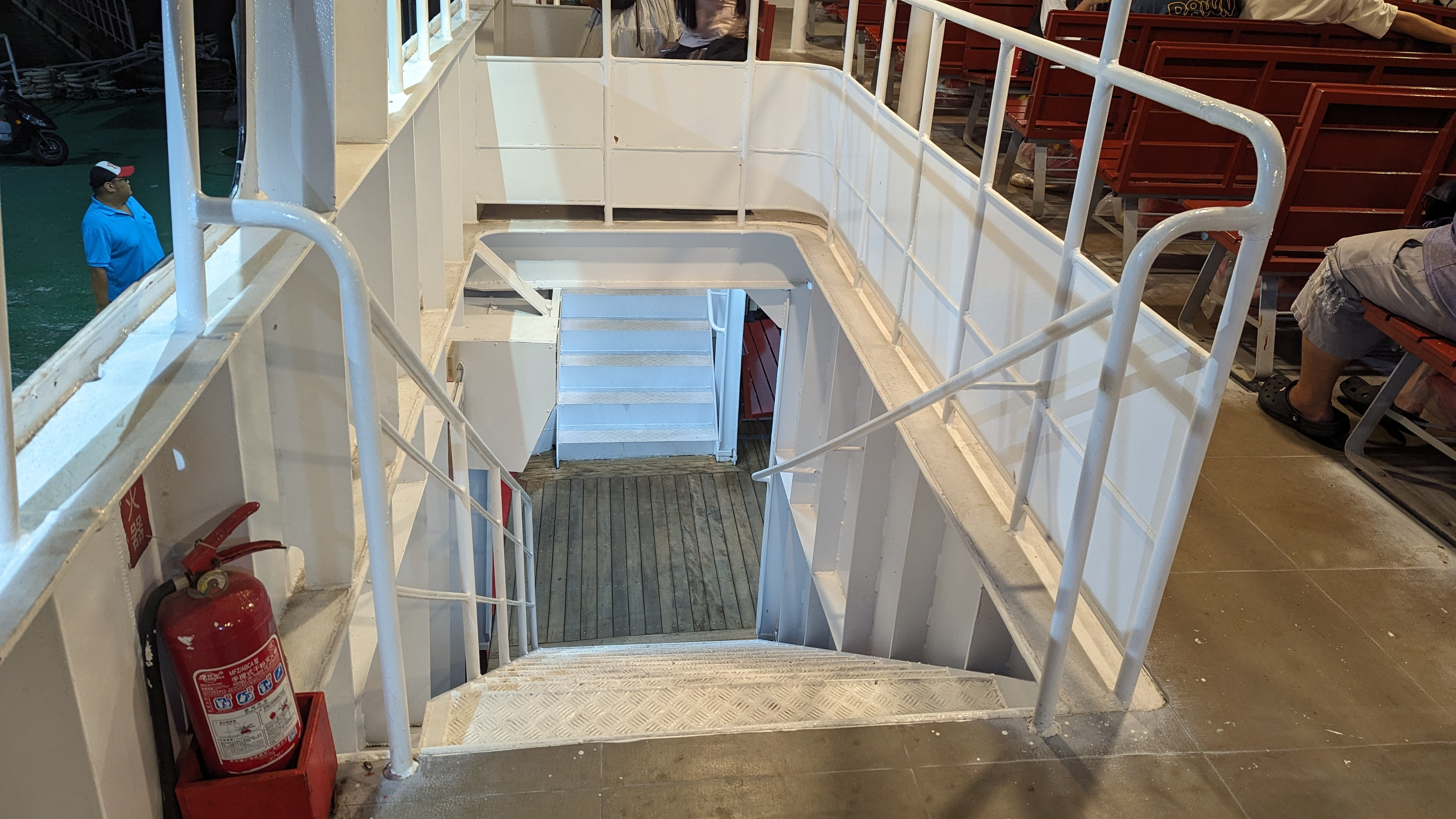
旗福一號甲板階梯
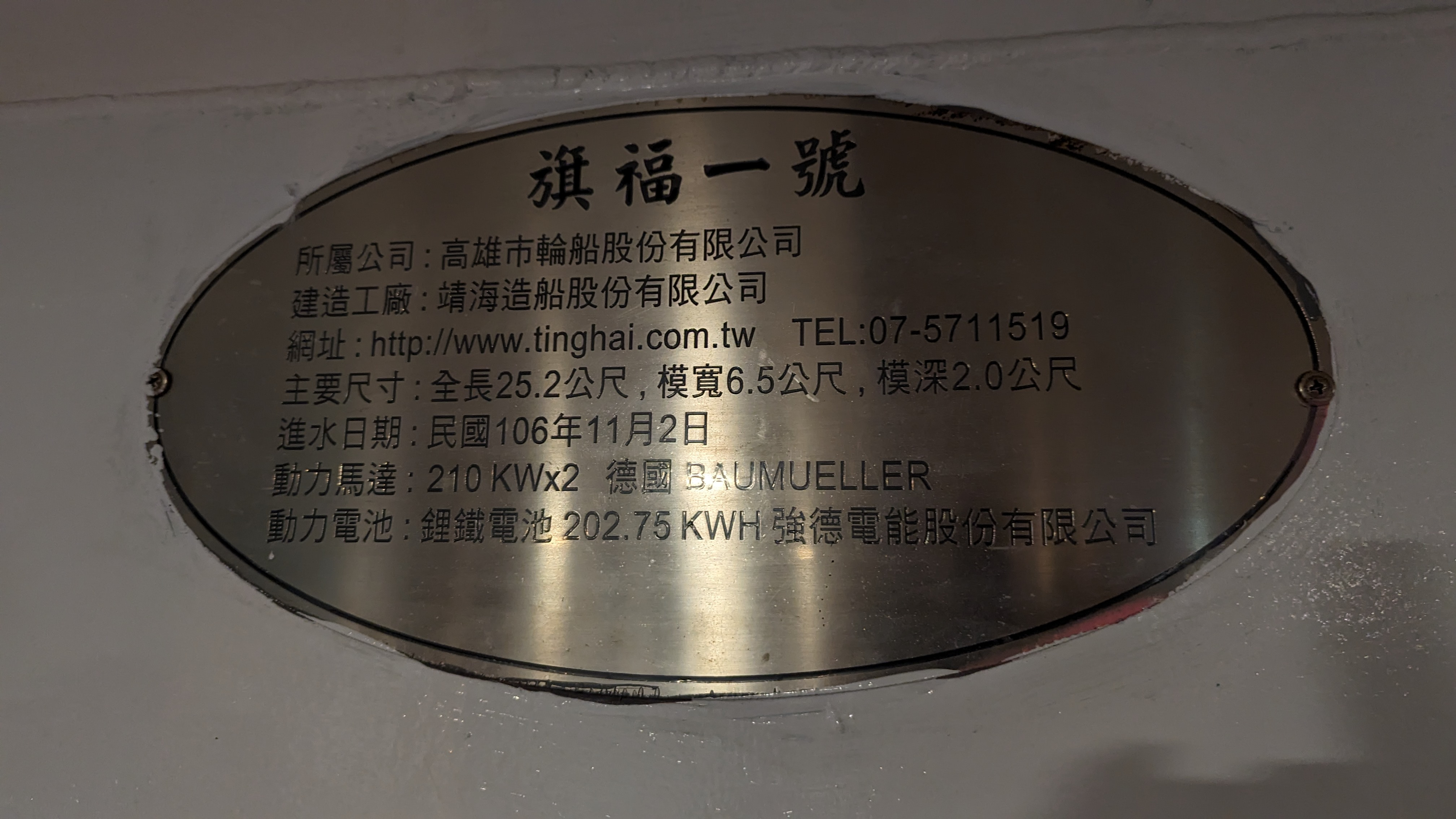
旗福一號靖海造船銘牌

### 電力系統
旗福一號主電力系統採用直流650伏特作為電力，主動力輪機採用德國BAUMUELLER製200kW電動機2具，最高速度9節，平均巡航速度6節；儲電系統配備80顆臺灣強德電池製鋰電池，總電量204.8kWh；發電系統配置了兩套系統，有傳統柴油發電機組，以及太陽能光電系統，傳統柴油發電機由美國強鹿公司製造，每台發電機可產生65kW電能，裝設2組發電機，太陽能發電系統可產生有8kW電能，在白天可以增加航行時間。

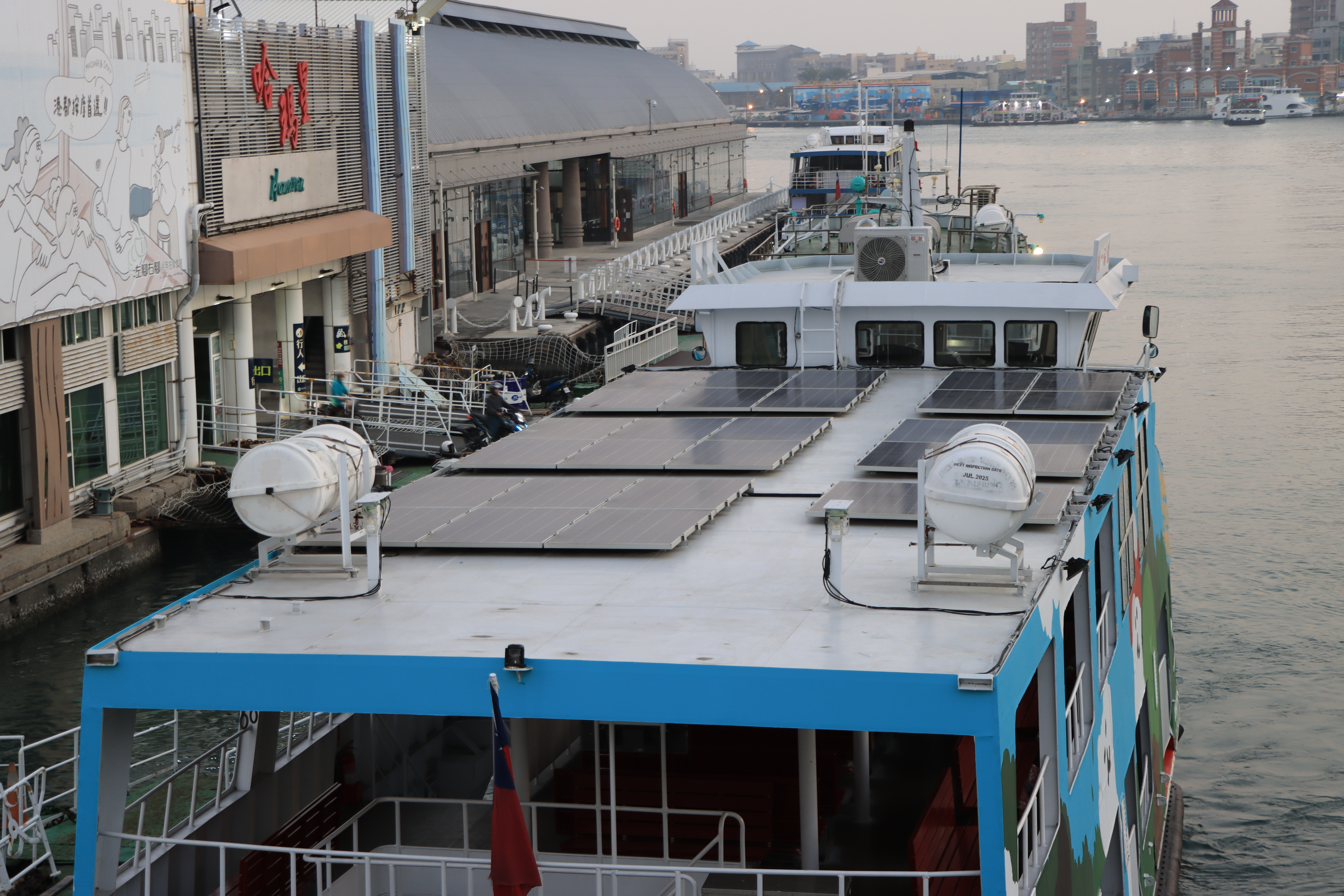
旗福一號太陽能系統

## 特別活動
在2023年10月～2024年2月間，與日本動漫咒術迴戰聯名合作彩繪渡輪。